# Idrætsforeningen Hasle Fuglebakken
|  | Sammenskrivningsforslag Artiklen IHF-Århus er foreslået føjet ind i Idrætsforeningen Hasle Fuglebakken. (Siden februar 2013) Diskutér forslaget |

Idrætsforeningen Hasle Fuglebakken (IHF) er en idrætsforening fra Aarhus, som blev stiftet i 1974 som en fusion af Fuglebakken Idrætsforening, Svømmeklubben Hasle-Fuglebakken og Hasle Boldklub. Klubben har fodbold, volleyball, gymnastik, svømning, dart og bordtennis på programmet.

## Svømning
IHF Svømmeklub var en del af Swimteam Aarhus, der i 2009 blev Århus Bymestre. I 2010 ophørte samarbejdet i Swimteam Aarhus og IHF Svømmeklubs konkurrence afdeling blev til IHF-K.

## Fodbold
Fuglebakken IF debuterede i 3. division i 1965, hvor holdet imidlertid sluttede sidst. På grund af udvidelsen af 3. division var der imidlertid ingen nedrykning den sæson, og holdet fortsatte i 3. division vest indtil sæsonen 1969, hvor holdet vandt rækken og dermed sikrede sig oprykning til 2. division. Opholdet i 2. division blev af ni sæsoners varighed, hvor 3.-pladsen i sæsonen 1971 var holdets bedste placering, men i 1978 endte IHF på 15.-pladsen og rykkede dermed ned i 3. division igen. To sæsoner senere rykkede holdet igen ned – denne gang til Danmarksserien. Siden da har holdet ikke været repræsenteret i divisionerne.
I 2008 fusionerede IHF's fodboldafdeling med KFUMs Boldklub Århus under navnet Fuglebakken KFUM Århus.

## Eksterne Links
- IHF
- IHF Svømmeklub
- IHF-K (IHF svømmeklubs konkurrence afdeling) Arkiveret 24. december 2010 hos  Wayback Machine
- Fuglebakken KFUM Århus